# Яросевич, Виктор Феликсович
Ви́ктор Фе́ликсович Яросе́вич (14 апреля 1909, Белгород-Днестровский — 14 июля 2002) — капитан 1 ранга флагманский штурман ТОФ, контр-адмирал, главный штурман ВМФ.

## Биография
Родился 14 апреля 1909 года в городе Белгород-Днестровский Одесской области в семье рабочих.
После окончания семилетней школы в городе Жмеринка поступил в профтехшколу в городе Вороновица, которую окончил в 1929 году. В дальнейшем обучался в Одесском морском техникуме по специальности штурман дальнего плавания, по окончании которого получил назначение помощником капитана на пароход «Новороссийск».
С 1933 года — на флоте. С октября 1933 года учился в Штурманском классе на Курсах командного состава ВМС РККА, однако в период учебы, в связи с некомплектом кадров на Черноморском флоте, был временно отозван и назначен младшим штурманом на крейсер «Червона Украина». Осенью 1934 года вернулся к учебе на курсах. После окончания курсов (февраль 1935 года) служил на Черноморском флоте в должностях командира БЧ-1 скр «Шторм», эскадренного миноносца «Фрунзе», лидера «Москва».
С августа 1938 года — флагманский штурман бригады эскадренных миноносцев, а с мая 1940 г. — флагманский штурман бригады крейсеров Черноморского флота.
В октябре 1941 году назначен помощником флагманского штурмана Черноморского флота. Участвовал в обороне Севастополя, Григорьевском десанте, и других боевых действиях кораблей Черноморского флота в Великой Отечественной войне..
В апреле 1942 года направлен на учебу в Военно-морскую академию (ВМорА).
После окончания в начале 1945 года ВМорА В. Ф. Яросевич назначается помощником флагманского штурмана Тихоокеанского флота. Участвует в боевых действиях по освобождению Кореи, порта Далянь и Порт-Артура. После окончания боевых действий в течение двух месяцев исполняет обязанности начальника оперативного отделения штаба военно-морской базы.
В июле 1946 года назначен флагманским штурманом Тихоокеанского флота.
В 1953—1956 гг. — старший специалист по штурманскому вооружению Управления государственной приемки кораблей ВМФ.
В 1956 году Виктор Феликсович Яросевич назначается главным штурманом ВМФ. В этой должности он служит до увольнения в запас по болезни 22 июня 1961 года.
После увольнения в запас работал в военном отделе Всесоюзного института научной и технической информации АН СССР (ВИНИТИ), а позже в издательстве журнала «Военно-морская техника».
Скончался 14 июля 2002 года. Похоронен в Севастополе.

## Награды
Советские
- Орден Красного Знамени
- Два ордена Отечественной войны
- Орден Красной Звезды
- Медаль «За победу над Японией»
- 16 других медалей
- Именной кортик

Иностранные
- Медаль «За Победу над Японией» (МНР)
- Медаль «За освобождение Кореи»